# Rajd Korsyki
Rajd Korsyki (lub Rajd Francji) (oficjalnie Rallye de France – Tour de Corse) – rajd samochodowy organizowany na francuskiej Korsyce z bazą rajdu w Ajaccio. Trasa ma około 900 km podzielonych na 16 odcinków specjalnych i łączące je odcinki dojazdowe.

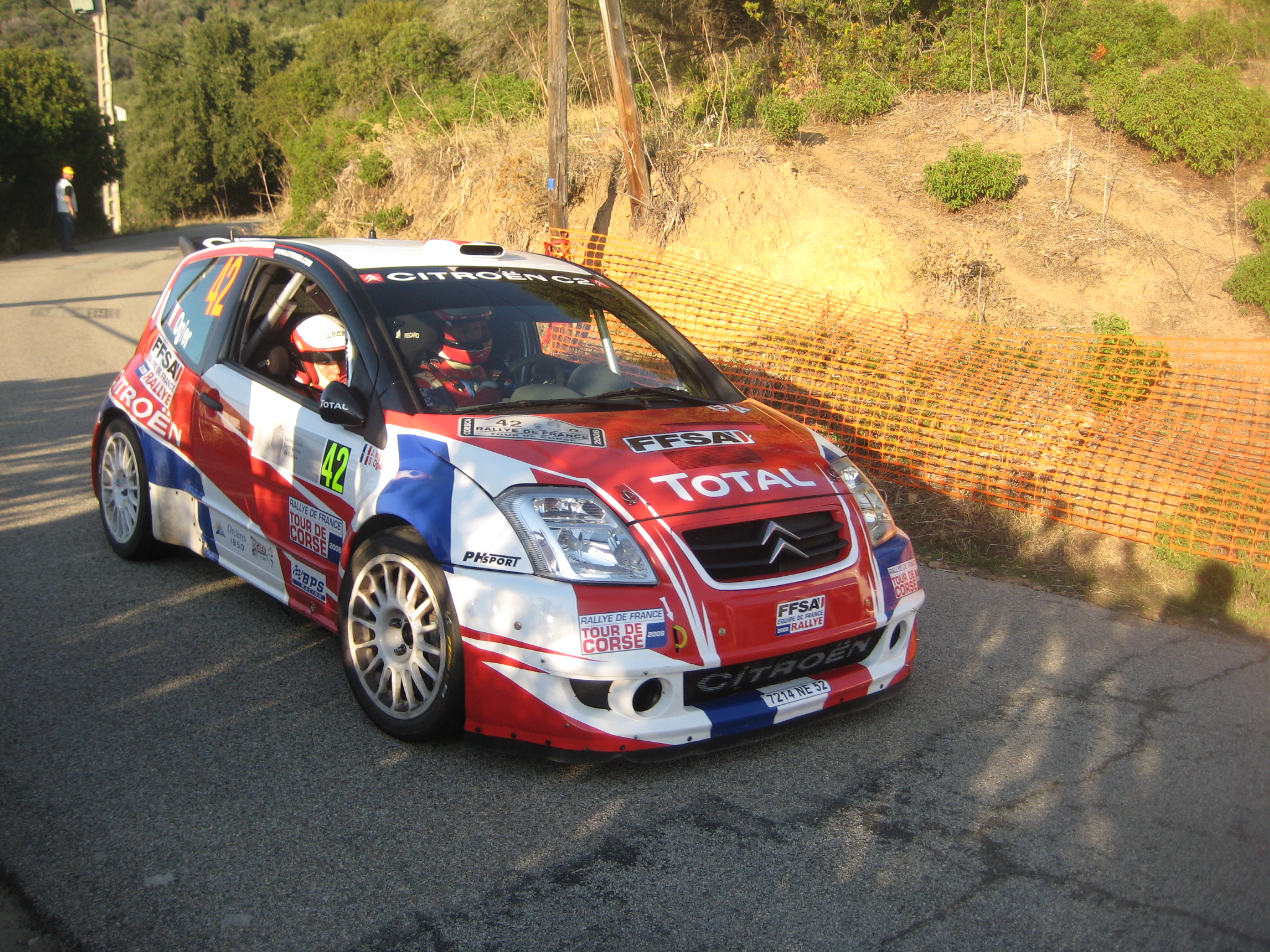
Sébastien Ogier podczas rajdu w roku 2008

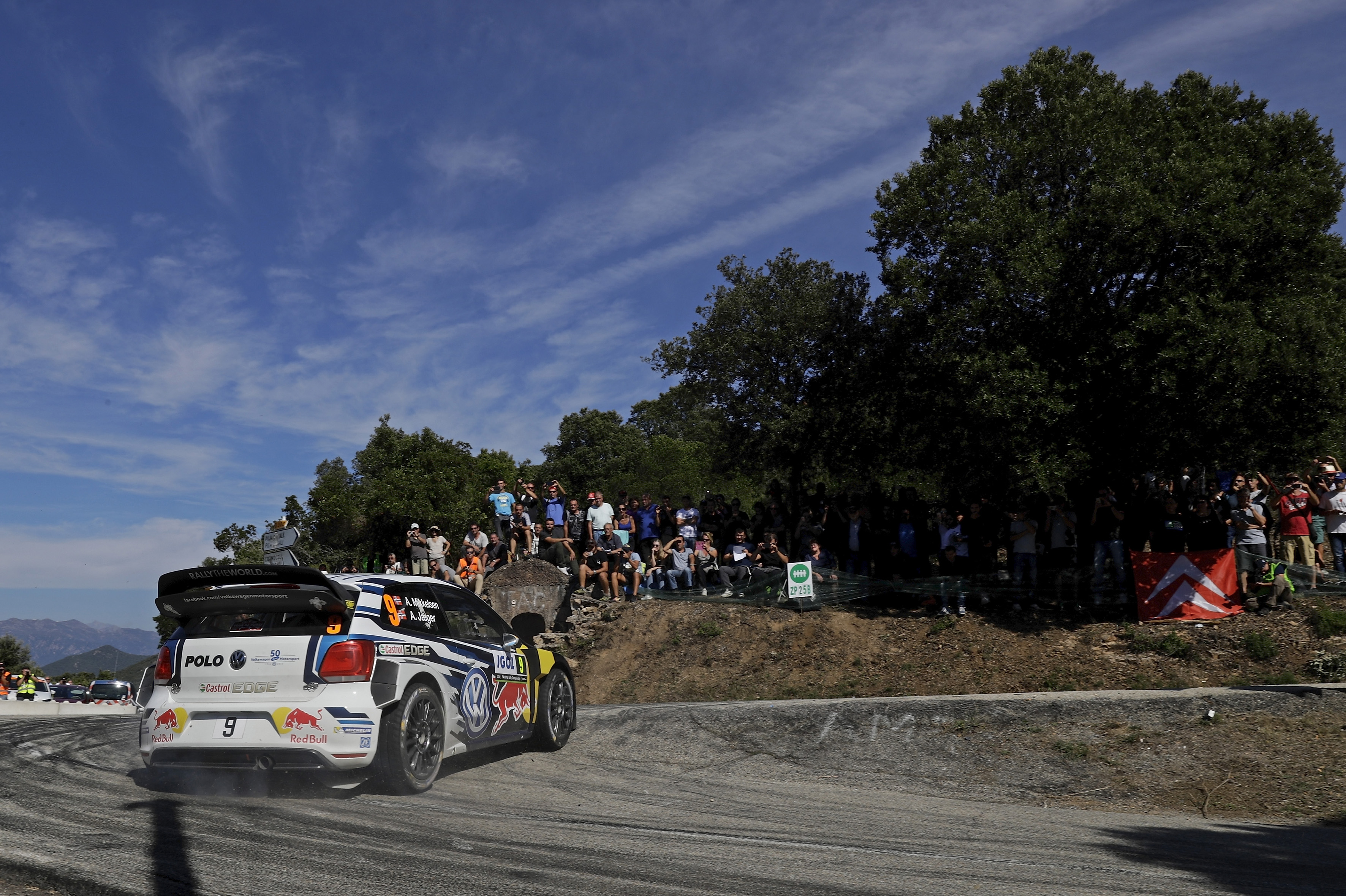
Andreas Mikkelsen w roku 2016

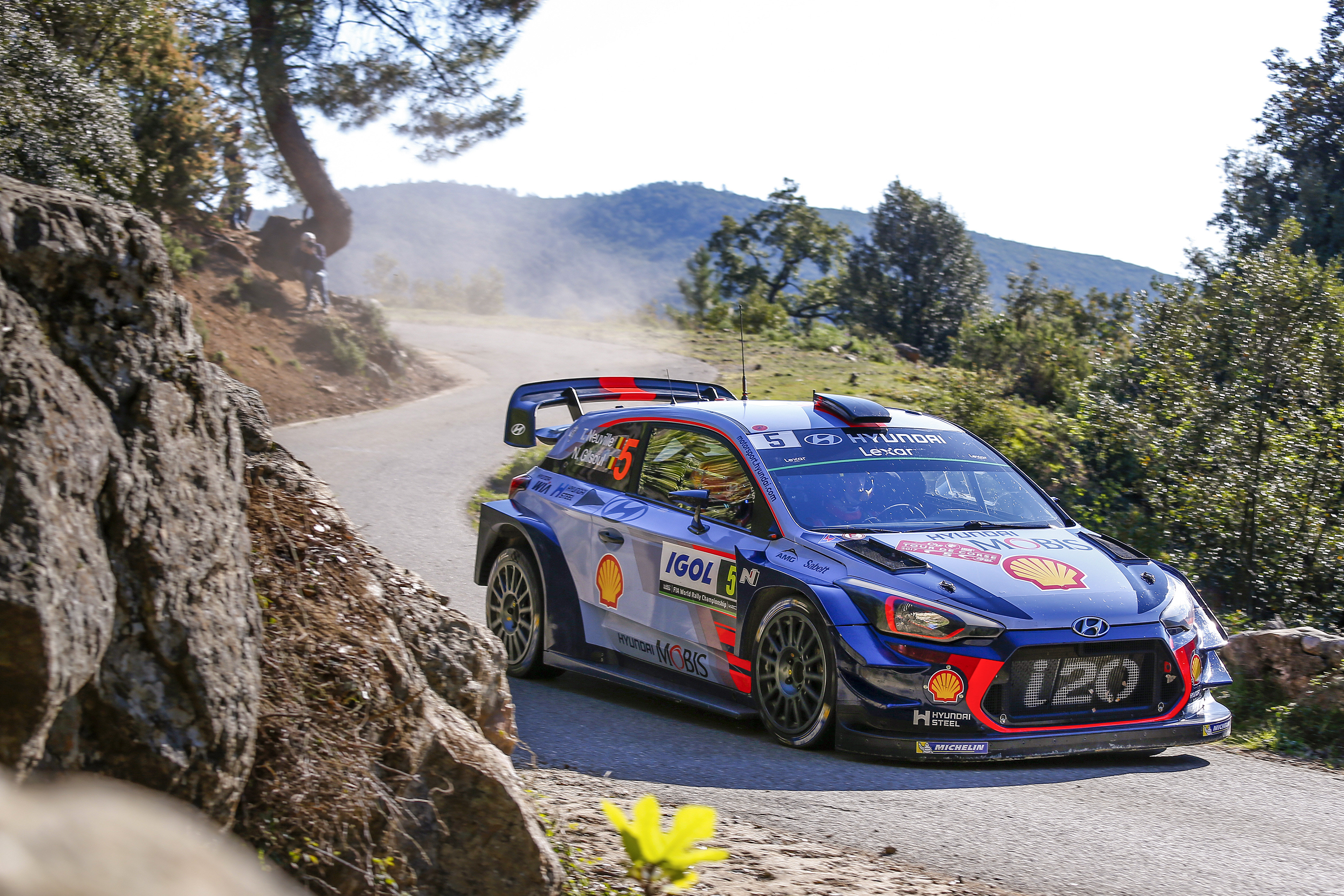
Thierry Neuville podczas wygranego Rajdu Korsyki 2017

Rajd odbywa się od 1956 roku, był eliminacją Rajdowych Mistrzostw Świata od 1973 do 2008 roku (z roczną przerwą), w latach 2011 -2012 był eliminacją IRC, w latach 2013–2014 był z rund Rajdowych Mistrzostw Europy i od roku 2015 znów jest jedną z rund WRC. Rajd odbywa się na górskich drogach asfaltowych pełnych ostrych zakrętów i stromych zjazdów i podjazdów oraz serpentyn.

## Wyniki[1]
| Rok  | Nazwa rajdu                                | Kierowca            | Pilot                   | Samochód                    | Kategoria     |
| ---- | ------------------------------------------ | ------------------- | ----------------------- | --------------------------- | ------------- |
| 1956 | 1 Tour de Corse                            | Gilberte Thirion    | Nadège Ferrier          | Renault Dauphine            |               |
| 1957 | 2 Tour de Corse                            | Michel Nicol        | Roger de la Geneste     | Alfa Romeo Giulietta        |               |
| 1958 | 3 Tour de Corse                            | Guy Monraisse       | Jacques Feret           | Renault Dauphine            |               |
| 1959 | 4 Tour de Corse                            | Pierre Orsini       | Jean-Baptiste Canocini  | Renault Dauphine            |               |
| 1960 | 5 Tour de Corse                            | Herbert Linge       | Paul-Ernst Strähle      | Porsche SC 90               |               |
| 1961 | 6 Tour de Corse                            | René Trautmann      | Jean-Claude Ogier       | Citroën DS19                |               |
| 1962 | 7 Tour de Corse                            | Pierre Orsini       | Jean-Baptiste Canocini  | Renault Dauphine            |               |
| 1963 | 8 Tour de Corse                            | René Trautmann      | Jean-Claude Ogier       | Citroën DS19                |               |
| 1964 | 9 Tour de Corse                            | Jean Vinatier       | Roger Masson            | Renault 8 Gordini           |               |
| 1965 | 10 Tour de Corse                           | Pierre Orsini       | Jean-Baptiste Canocini  | Renault 8 Gordini           |               |
| 1966 | 11 Tour de Corse                           | Jean-François Piot  | Jean-François Jacob     | Renault 8 Gordini           |               |
| 1967 | 12 Tour de Corse                           | Sandro Munari       | Luciano Lombardini      | Lancia Fulvia HF Coupé      |               |
| 1968 | 13 Tour de Corse                           | Jean-Claude Andruet | Maurice Gelin           | Alpine-Renault A110         |               |
| 1969 | 14 Tour de Corse                           | Gérard Larrousse    | Maurice Gelin           | Porsche 911 R               |               |
| 1970 | 15 Tour de Corse                           | Bernard Darniche    | Bernard Demange         | Alpine-Renault A110 1800    | ERC           |
| 1971 | Rajd odwołany                              | Rajd odwołany       | Rajd odwołany           | Rajd odwołany               | Rajd odwołany |
| 1972 | 16 Tour de Corse                           | Jean-Claude Andruet | Michèle Espinosi-Petit  | Alpine-Renault A110 1800    | ERC           |
| 1973 | 17 Tour de Corse                           | Jean-Pierre Nicolas | Michel Vial             | Alpine-Renault A110 1800    | WRC           |
| 1974 | 18 Tour de Corse                           | Jean-Claude Andruet | Michèle Espinosi-Petit  | Lancia Stratos HF           | WRC           |
| 1975 | 19 Tour de Corse                           | Bernard Darniche    | Alain Mahé              | Lancia Stratos HF           | WRC           |
| 1976 | 20 Tour de Corse                           | Sandro Munari       | Silvio Maiga            | Lancia Stratos HF           | WRC           |
| 1977 | 21 Tour de Corse                           | Bernard Darniche    | Alain Mahé              | Fiat 131 Abarth             | WRC           |
| 1978 | 22 Tour de Corse                           | Bernard Darniche    | Alain Mahé              | Fiat 131 Abarth             | WRC           |
| 1979 | 23 Tour de Corse                           | Bernard Darniche    | Alain Mahé              | Lancia Stratos HF           | WRC           |
| 1980 | 24 Tour de Corse                           | Jean-Luc Thérier    | Michel Vial             | Porsche 911 SC              | WRC           |
| 1981 | 25 Tour de Corse                           | Bernard Darniche    | Alain Mahé              | Lancia Stratos HF           | WRC           |
| 1982 | 26 Tour de Corse                           | Jean Ragnotti       | Jean-Marc Andrié        | Renault 5 Turbo             | WRC           |
| 1983 | 27 Tour de Corse                           | Markku Alén         | Ilkka Kivimäki          | Lancia 037 Rally            | WRC           |
| 1984 | 28 Tour de Corse                           | Markku Alén         | Ilkka Kivimäki          | Lancia 037 Rally            | WRC           |
| 1985 | 29 Tour de Corse                           | Jean Ragnotti       | Pierre Thimonier        | Renault 5 Maxi Turbo        | WRC           |
| 1986 | 30 Tour de Corse                           | Bruno Saby          | Jean-François Fauchille | Peugeot 205 Turbo 16 E2     | WRC           |
| 1987 | 31 Tour de Corse                           | Bernard Béguin      | Jean-Jacques Lenne      | BMW M3                      | WRC           |
| 1988 | 32 Tour de Corse                           | Didier Auriol       | Bernard Occelli         | Ford Sierra RS Cosworth     | WRC           |
| 1989 | 33 Tour de Corse                           | Didier Auriol       | Bernard Occelli         | Lancia Delta Integrale      | WRC           |
| 1990 | 34ème Tour de Corse                        | Didier Auriol       | Bernard Occelli         | Lancia Delta Integrale      | WRC           |
| 1991 | 35ème Tour de Corse                        | Carlos Sainz        | Luís Moya               | Toyota Celica GT-Four ST165 | WRC           |
| 1992 | 36ème Tour de Corse                        | Didier Auriol       | Bernard Occelli         | Lancia Delta Integrale      | WRC           |
| 1993 | 37ème Tour de Corse                        | François Delecour   | Daniel Grataloup        | Ford Escort RS Cosworth     | WRC           |
| 1994 | 38ème Tour de Corse                        | Didier Auriol       | Bernard Occelli         | Toyota Celica Turbo 4WD     | WRC           |
| 1995 | 39ème Tour de Corse                        | Didier Auriol       | Denis Giraudet          | Toyota Celica GT-Four ST205 | WRC           |
| 1996 | 40ème Tour de Corse                        | Philippe Bugalski   | Jean-Paul Chiaroni      | Renault Mégane Maxi         | CFR, 2L WRC   |
| 1997 | 41ème Tour de Corse                        | Colin McRae         | Nicky Grist             | Subaru Impreza WRC 97       | WRC           |
| 1998 | 42ème Tour de Corse                        | Colin McRae         | Nicky Grist             | Subaru Impreza WRC 98       | WRC           |
| 1999 | 43ème Tour de Corse                        | Philippe Bugalski   | Jean-Paul Chiaroni      | Citroën Xsara Kit Car       | WRC           |
| 2000 | 44ème Tour de Corse                        | Gilles Panizzi      | Hervé Panizzi           | Peugeot 206 WRC             | WRC           |
| 2001 | 45ème Tour de Corse                        | Jesús Puras         | Marc Martí              | Citroën Xsara WRC           | WRC           |
| 2002 | 46ème Tour de Corse                        | Gilles Panizzi      | Herve Panizzi           | Peugeot 206 WRC             | WRC           |
| 2003 | 47ème Tour de Corse                        | Petter Solberg      | Phil Mills              | Subaru Impreza WRC 2003     | WRC           |
| 2004 | 48ème Tour de Corse                        | Markko Märtin       | Michael Park            | Ford Focus WRC 04           | WRC           |
| 2005 | 49ème Tour de Corse                        | Sébastien Loeb      | Daniel Elena            | Citroën Xsara WRC           | WRC           |
| 2006 | 50ème Tour de Corse                        | Sébastien Loeb      | Daniel Elena            | Citroën Xsara WRC           | WRC           |
| 2007 | 51ème Tour de Corse                        | Sébastien Loeb      | Daniel Elena            | Citroën C4 WRC              | WRC           |
| 2008 | 52ème Tour de Corse                        | Sébastien Loeb      | Daniel Elena            | Citroën C4 WRC              | WRC           |
| 2009 | 53ème Tour de Corse                        | Pascal Trojani      | Francis Mazotti         | Peugeot 307 WRC             |               |
| 2010 | Rajd odwołany                              | Rajd odwołany       | Rajd odwołany           | Rajd odwołany               | Rajd odwołany |
| 2011 | 54ème Tour de Corse                        | Thierry Neuville    | Nicolas Gilsoul         | Peugeot 207 S2000           | IRC           |
| 2012 | 55ème Tour de Corse                        | Dani Sordo          | Carlos del Barrio       | Mini John Cooper Works RRC  | IRC           |
| 2013 | 56ème Tour de Corse                        | Bryan Bouffier      | Xavier Panseri          | Peugeot 207 S2000           | ERC           |
| 2014 | 57ème Tour de Corse                        | Stéphane Sarrazin   | Jacques-Julien Renucci  | Ford Fiesta RRC             | ERC           |
| 2015 | 58ème Tour de Corse                        | Jari-Matti Latvala  | Miikka Anttila          | Volkswagen Polo R WRC       | WRC           |
| 2016 | 59ème Tour de Corse                        | Sébastien Ogier     | Julien Ingrassia        | Volkswagen Polo R WRC       | WRC           |
| 2017 | 60. Che Guevara Energy Drink Tour de Corse | Thierry Neuville    | Nicolas Gilsoul         | Hyundai i20 Coupe WRC       | WRC           |
| 2018 | 61. CORSICA Linea Tour de Corse            | Sébastien Ogier     | Julien Ingrassia        | Ford Fiesta WRC             | WRC           |
| 2019 | 62. CORSICA Linea Tour de Corse            | Thierry Neuville    | Nicolas Gilsoul         | Hyundai i20 Coupe WRC       | WRC           |

- WRC – Rajdowe mistrzostwa świata
- CFR – Rajdowe Mistrzostwa Francji
- IRC – Intercontinental Rally Challenge
- ERC – Rajdowe Mistrzostwa Europy
- 2L WRC - Dwulitrowy Rajdowy Puchar Świata